# FIA GT Series 2013
Navigation
2012 2014
Le Championnat FIA GT Series 2013 est la 1re saison de ce championnat qui prend la suite du Championnat du monde FIA GT1. L'équipe belge Belgian Audi Club Team WRT est sacrée et Stéphane Ortelli ainsi que Laurens Vanthoor sont champions pilotes.

## Repères de débuts de saison
Système de points
| Système de Points    | Système de Points | Système de Points | Système de Points | Système de Points | Système de Points | Système de Points | Système de Points | Système de Points | Système de Points | Système de Points |
| Type de Course       | Position          | Position          | Position          | Position          | Position          | Position          | Position          | Position          | Position          | Position          |
| Type de Course       | 1er               | 2e                | 3e                | 4e                | 5e                | 6e                | 7e                | 8e                | 9e                | 10e               |
| -------------------- | ----------------- | ----------------- | ----------------- | ----------------- | ----------------- | ----------------- | ----------------- | ----------------- | ----------------- | ----------------- |
| Course Qualification | 9                 | 6                 | 4                 | 3                 | 2                 | 1                 | 0                 | 0                 | 0                 | 0                 |
| Course Championnat   | 25                | 18                | 15                | 12                | 10                | 8                 | 6                 | 4                 | 2                 | 1                 |

Nouveautés
- Excepté une manche au Moyen-Orient, le championnat ne se dispute qu'en Europe. C'est une des raisons pour lesquelles il ne possède pas le titre de championnat du monde.

## Engagés
| Équipe                             | Voiture                      | No. | Pilotes                    | Cat. | Manches |
| ---------------------------------- | ---------------------------- | --- | -------------------------- | ---- | ------- |
| BMW Sports Trophy Team Brasil      | BMW Z4 GT3                   | 0   | Cacá Bueno                 | P    | toutes  |
| BMW Sports Trophy Team Brasil      | BMW Z4 GT3                   | 0   | Allam Khodair              | P    | toutes  |
| BMW Sports Trophy Team Brasil      | BMW Z4 GT3                   | 21  | Sérgio Jimenez             | P    | toutes  |
| BMW Sports Trophy Team Brasil      | BMW Z4 GT3                   | 21  | Ricardo Zonta              | P    | 1–4, 6  |
| BMW Sports Trophy Team Brasil      | BMW Z4 GT3                   | 21  | Átila Abreu                | P    | 5       |
| HTP Gravity Charouz                | Mercedes-Benz SLS AMG GT3    | 1   | Maximilian Buhk            | P    | 1–4, 6  |
| HTP Gravity Charouz                | Mercedes-Benz SLS AMG GT3    | 1   | Alon Day                   | P    | toutes  |
| HTP Gravity Charouz                | Mercedes-Benz SLS AMG GT3    | 1   | Stef Dusseldorp            | P    | 5       |
| HTP Gravity Charouz                | Mercedes-Benz SLS AMG GT3    | 2   | Sergueï Afanassiev         | PA   | toutes  |
| HTP Gravity Charouz                | Mercedes-Benz SLS AMG GT3    | 2   | Andreas Simonsen           | PA   | toutes  |
| HTP Gravity Charouz                | Mercedes-Benz SLS AMG GT3    | 3   | Petr Charouz               | G    | toutes  |
| HTP Gravity Charouz                | Mercedes-Benz SLS AMG GT3    | 3   | Jan Stoviček               | G    | toutes  |
| HTP Gravity Charouz                | Mercedes-Benz SLS AMG GT3    | 3   | Hubert Haupt               | PA   | 5       |
| HTP Gravity Charouz                | Mercedes-Benz SLS AMG GT3    | 3   | Martin Matzke              | PA   | 5       |
| HTP Gravity Charouz                | Mercedes-Benz SLS AMG GT3    | 3   | Petr Charouz               | PA   | 6       |
| HTP Gravity Charouz                | Mercedes-Benz SLS AMG GT3    | 3   | Jaroslav Janiš             | PA   | 6       |
| Marc VDS Racing Team               | BMW Z4 GT3                   | 4   | Nick Catsburg              | P    | 6       |
| Marc VDS Racing Team               | BMW Z4 GT3                   | 4   | Maxime Martin              | P    | 6       |
| Phoenix Racing                     | Audi R8 LMS ultra            | 5   | Anthony Kumpen             | P    | 1–3     |
| Phoenix Racing                     | Audi R8 LMS ultra            | 5   | Enzo Ide                   | P    | 1–3, 6  |
| Phoenix Racing                     | Audi R8 LMS ultra            | 5   | Markus Winkelhock          | P    | 6       |
| BMW Sports Trophy Team India       | BMW Z4 GT3                   | 6   | Armaan Ebrahim             | PA   | 1–5     |
| BMW Sports Trophy Team India       | BMW Z4 GT3                   | 6   | Julien Jousse              | PA   | 1–2     |
| BMW Sports Trophy Team India       | BMW Z4 GT3                   | 6   | Melroy Heemskerk           | PA   | 3       |
| BMW Sports Trophy Team India       | BMW Z4 GT3                   | 6   | Filip Sladecka             | PA   | 4–5     |
| Rodrive Competições ACL by Rodrive | Ford GT GT3                  | 7   | Cláudio Ricci              | PA   | 1–2     |
| Rodrive Competições ACL by Rodrive | Ford GT GT3                  | 7   | Matheus Stumpf             | PA   | 1–2     |
| Rodrive Competições ACL by Rodrive | Lamborghini Gallardo LP560-4 | 7   | Matheus Stumpf             | PA   | 3–6     |
| Rodrive Competições ACL by Rodrive | Lamborghini Gallardo LP560-4 | 7   | Patrick Cunha              | PA   | 3–6     |
| Rodrive Competições ACL by Rodrive | Ford GT GT3                  | 8   | Raijan Mascarello          | G    | 1–2     |
| Rodrive Competições ACL by Rodrive | Ford GT GT3                  | 8   | Felipe Tozzo               | G    | 1-2     |
| Sébastien Loeb Racing              | McLaren MP4-12C GT3          | 9   | Sébastien Loeb             | P    | toutes  |
| Sébastien Loeb Racing              | McLaren MP4-12C GT3          | 9   | Álvaro Parente             | P    | toutes  |
| Sébastien Loeb Racing              | McLaren MP4-12C GT3          | 10  | Mike Parisy                | P    | toutes  |
| Sébastien Loeb Racing              | McLaren MP4-12C GT3          | 10  | Andreas Zuber              | P    | toutes  |
| Belgian Audi Club Team WRT         | Audi R8 LMS ultra            | 11  | Stéphane Ortelli           | P    | toutes  |
| Belgian Audi Club Team WRT         | Audi R8 LMS ultra            | 11  | Laurens Vanthoor           | P    | toutes  |
| Belgian Audi Club Team WRT         | Audi R8 LMS ultra            | 12  | Nikolaus Mayr-Melnhof      | P    | toutes  |
| Belgian Audi Club Team WRT         | Audi R8 LMS ultra            | 12  | René Rast                  | P    | 1–4, 6  |
| Belgian Audi Club Team WRT         | Audi R8 LMS ultra            | 12  | Oliver Jarvis              | P    | 5       |
| Belgian Audi Club Team WRT         | Audi R8 LMS ultra            | 13  | Edward Sandström           | P    | toutes  |
| Belgian Audi Club Team WRT         | Audi R8 LMS ultra            | 13  | Frank Stippler             | P    | toutes  |
| Belgian Audi Club Team WRT         | Audi R8 LMS ultra            | 18  | Grégoire Demoustier        | P    | 6       |
| Belgian Audi Club Team WRT         | Audi R8 LMS ultra            | 18  | Filipe Albuquerque         | P    | 6       |
| Team Novadriver                    | Audi R8 LMS ultra            | 14  | César Campaniço            | PA   | toutes  |
| Team Novadriver                    | Audi R8 LMS ultra            | 14  | Carlos Vieira              | PA   | 1–4     |
| Team Novadriver                    | Audi R8 LMS ultra            | 14  | Michael Ammermüller        | PA   | 5–6     |
| Boutsen Ginion Racing              | McLaren MP4-12C GT3          | 15  | Stef Dusseldorp            | P    | 6       |
| Boutsen Ginion Racing              | McLaren MP4-12C GT3          | 15  | Alexander Sims             | P    | 6       |
| Boutsen Ginion Racing              | McLaren MP4-12C GT3          | 22  | Frédéric Vervisch          | P    | 6       |
| Boutsen Ginion Racing              | McLaren MP4-12C GT3          | 22  | Stoffel Vandoorne          | P    | 6       |
| Dörr Motorsport                    | McLaren MP4-12C GT3          | 16  | Daniel Keilwitz            | P    | 1       |
| Dörr Motorsport                    | McLaren MP4-12C GT3          | 16  | Niclas Kentenich           | P    | 1       |
| Dörr Motorsport                    | McLaren MP4-12C GT3          | 17  | Arne Hoffmeister           | G    | 1       |
| Dörr Motorsport                    | McLaren MP4-12C GT3          | 17  | Paul Green                 | G    | 1       |
| Lamborghini Blancpain Reiter       | Lamborghini Gallardo LP560-4 | 23  | Albert von Thurn und Taxis | P    | 4       |
| Lamborghini Blancpain Reiter       | Lamborghini Gallardo LP560-4 | 23  | Marc Basseng               | P    | 4–5     |
| Lamborghini Blancpain Reiter       | Lamborghini Gallardo LP560-4 | 23  | Štefan Rosina              | P    | 5       |
| Lamborghini Blancpain Reiter       | Lamborghini Gallardo LP560-4 | 24  | Štefan Rosina              | P    | 2, 4    |
| Lamborghini Blancpain Reiter       | Lamborghini Gallardo LP560-4 | 24  | Peter Kox                  | P    | 2, 4    |
| GRT Grasser Racing Team            | Lamborghini Gallardo LP560-4 | 25  | Dominik Baumann            | PA   | 1–4, 6  |
| GRT Grasser Racing Team            | Lamborghini Gallardo LP560-4 | 25  | Hari Proczyk               | PA   | toutes  |
| GRT Grasser Racing Team            | Lamborghini Gallardo LP560-4 | 25  | Gerhard Tweraser           | PA   | 5       |
| GRT Grasser Racing Team            | Lamborghini Gallardo LP560-4 | 52  | Štefan Rosina              | P    | 6       |
| GRT Grasser Racing Team            | Lamborghini Gallardo LP560-4 | 52  | Filip Sladecka             | P    | 6       |
| Vita4one Racing Team               | BMW Z4 GT3                   | 26  | Karun Chandhok             | P    | 5       |
| Vita4one Racing Team               | BMW Z4 GT3                   | 26  | Yelmer Buurman             | P    | 5       |
| Hexis Racing                       | McLaren MP4-12C GT3          | 27  | Rob Bell                   | P    | 6       |
| Hexis Racing                       | McLaren MP4-12C GT3          | 27  | Kévin Estre                | P    | 6       |
| Seyffarth Motorsport               | Mercedes-Benz SLS AMG GT3    | 28  | Karun Chandhok             | P    | 1–4     |
| Seyffarth Motorsport               | Mercedes-Benz SLS AMG GT3    | 28  | Jan Seyffarth              | P    | 1-4     |
| Seyffarth Motorsport               | Mercedes-Benz SLS AMG GT3    | 29  | Duda Rosa                  | G    | 2       |
| Seyffarth Motorsport               | Mercedes-Benz SLS AMG GT3    | 29  | Paulo Bonifacio            | G    | 2       |
| Seyffarth Motorsport               | Mercedes-Benz SLS AMG GT3    | 29  | Hubert Haupt               | G    | 4       |
| Seyffarth Motorsport               | Mercedes-Benz SLS AMG GT3    | 29  | Yenci Michael              | G    | 4       |
| Team Sofrev ASP                    | Ferrari 458 Italia GT3       | 30  | Soheil Ayari               | PA   | 1       |
| Team Sofrev ASP                    | Ferrari 458 Italia GT3       | 30  | Jean-Luc Beaubelique       | PA   | 1       |
| Team Sofrev ASP                    | Ferrari 458 Italia GT3       | 31  | Fabien Barthez             | G    | 1       |
| Team Sofrev ASP                    | Ferrari 458 Italia GT3       | 31  | Gérard Tonelli             | G    | 1       |
| Nissan GT Academy Team RJN         | Nissan GT-R Nismo GT3        | 32  | Mark Shulzhitskiy (en)     | PA   | 1–3     |
| Nissan GT Academy Team RJN         | Nissan GT-R Nismo GT3        | 32  | Steve Doherty              | PA   | 5       |
| Nissan GT Academy Team RJN         | Nissan GT-R Nismo GT3        | 32  | Wolfgang Reip              | PA   | 1–3, 5  |
| Nissan GT Academy Team RJN         | Nissan GT-R Nismo GT3        | 35  | Wolfgang Reip              | PA   | 4       |
| Nissan GT Academy Team RJN         | Nissan GT-R Nismo GT3        | 35  | Alex Buncombe (en)         | PA   | 1–5     |
| Nissan GT Academy Team RJN         | Nissan GT-R Nismo GT3        | 35  | Lucas Ordóñez              | PA   | 1–3, 5  |
| V8 Racing                          | Chevrolet Corvette Z06 GT3   | 40  | Duncan Huisman             | PA   | 3       |
| V8 Racing                          | Chevrolet Corvette Z06 GT3   | 40  | Max Braams                 | PA   | 3       |
| Trackspeed                         | Porsche 911 GT3 R (997)      | 41  | Marco Holzer               | P    | 6       |
| Trackspeed                         | Porsche 911 GT3 R (997)      | 41  | Nick Tandy                 | P    | 6       |
| Trackspeed                         | Porsche 911 GT3 R (997)      | 42  | Martin Ragginger (de)      | P    | 6       |
| Trackspeed                         | Porsche 911 GT3 R (997)      | 42  | Danny Watts                | P    | 6       |
| MRS GT Racing                      | McLaren MP4-12C GT3          | 44  | Oliver Turvey              | P    | 6       |
| MRS GT Racing                      | McLaren MP4-12C GT3          | 44  | Andy Soucek                | P    | 6       |
| MRS GT Racing                      | McLaren MP4-12C GT3          | 77  | Mark Thomas                | G    | 6       |
| MRS GT Racing                      | McLaren MP4-12C GT3          | 77  | Ilya Melnikov              | G    | 6       |
| TDS Racing                         | BMW Z4 GT3                   | 45  | Anthony Beltoise           | PA   | 6       |
| TDS Racing                         | BMW Z4 GT3                   | 45  | Henry Hassid               | PA   | 6       |
| AF Corse                           | Ferrari 458 Italia GT3       | 50  | Claudio Sdanewitsch        | G    | 4–6     |
| AF Corse                           | Ferrari 458 Italia GT3       | 50  | Michele Rugolo             | G    | 4–5     |
| AF Corse                           | Ferrari 458 Italia GT3       | 50  | Federico Leo               | G    | 6       |
| AF Corse                           | Ferrari 458 Italia GT3       | 51  | Fabio Onidi                | PA   | 1–4     |
| AF Corse                           | Ferrari 458 Italia GT3       | 51  | Filip Salaquarda           | PA   | 1-4     |
| Fortec Motorsport                  | Mercedes-Benz SLS AMG GT3    | 62  | Benji Hetherington         | P    | 6       |
| Fortec Motorsport                  | Mercedes-Benz SLS AMG GT3    | 62  | Oliver Webb                | P    | 6       |
| Callaway Competition               | Chevrolet Corvette Z06 GT3   | 102 | Daniel Keilwitz            | P    | 6       |
| Callaway Competition               | Chevrolet Corvette Z06 GT3   | 102 | Jeroen Bleekemolen         | P    | 6       |

## Calendrier de la saison 2013
Le calendrier 2013 comprend 6 meetings, soit 12 courses d'une heure chacune.
| Manche | Manche | Date         | Événement              | Circuit                 | Lieu           | Pays        |
| ------ | ------ | ------------ | ---------------------- | ----------------------- | -------------- | ----------- |
| 1      | C1     | 31 mars      | Coupes de Pâques       | Circuit Paul Armagnac   | Nogaro         | France      |
| 1      | C2     | 1er avril    | Coupes de Pâques       | Circuit Paul Armagnac   | Nogaro         | France      |
| 2      | C1     | 20 avril     | 2013 GT Belgium/Zolder | Circuit de Zolder       | Heusden-Zolder | Belgique    |
| 2      | C2     | 21 avril     | 2013 GT Belgium/Zolder | Circuit de Zolder       | Heusden-Zolder | Belgique    |
| 3      | C1     | 6 juillet    | F3 Masters             | Circuit de Zandvoort    | Zandvoort      | Pays-Bas    |
| 3      | C2     | 7 juillet    | F3 Masters             | Circuit de Zandvoort    | Zandvoort      | Pays-Bas    |
| 4      | C1     | 18 août      | Matador Racing Weekend | Slovakiaring            | Orechová Potôň | Slovaquie   |
| 4      | C2     | 18 août      | Matador Racing Weekend | Slovakiaring            | Orechová Potôň | Slovaquie   |
| 5      | C1     | 29 septembre | Circuito Navarra       | Circuit de Navarre      | Los Arcos      | Espagne     |
| 5      | C2     | 29 septembre | Circuito Navarra       | Circuit de Navarre      | Los Arcos      | Espagne     |
| 6      | C1     | 24 novembre  | Baku World Challenge   | Circuit urbain de Bakou | Bakou          | Azerbaïdjan |
| 6      | C2     | 24 novembre  | Baku World Challenge   | Circuit urbain de Bakou | Bakou          | Azerbaïdjan |

## Résultats de la saison 2013
| Manche | Manche | Événement                     | Pole position                       | Meilleur tour         | Pilotes vainqueurs                    | Équipe gagnante            |
| ------ | ------ | ----------------------------- | ----------------------------------- | --------------------- | ------------------------------------- | -------------------------- |
| 1      | C1     | Coupes de Pâques              | René Rast / Nikolaus Mayr-Melnhof   | Álvaro Parente        | Sébastien Loeb / Álvaro Parente       | Sébastien Loeb Racing      |
| 1      | C2     | Coupes de Pâques              | Sébastien Loeb / Álvaro Parente     | Laurens Vanthoor      | Edward Sandström / Frank Stippler     | Belgian Audi Club Team WRT |
| 2      | C1     | 2013 GT Belgium/Zolder        | Peter Kox / Štefan Rosina           | Karun Chandhok        | Stéphane Ortelli / Laurens Vanthoor   | Belgian Audi Club Team WRT |
| 2      | C2     | 2013 GT Belgium/Zolder        | Stéphane Ortelli / Laurens Vanthoor | René Rast             | Peter Kox / Štefan Rosina             | Reiter Engineering         |
| 3      | C1     | F3 Masters                    | Sébastien Loeb / Álvaro Parente     | Maximilian Buhk       | Stéphane Ortelli / Laurens Vanthoor   | Belgian Audi Club Team WRT |
| 3      | C2     | F3 Masters                    | Stéphane Ortelli / Laurens Vanthoor | Laurens Vanthoor      | Maximilian Buhk / Alon Day            | HTP Gravity Charouz        |
| 4      | C1     | 2013 GT Slovakia/Slovakiaring | René Rast / Nikolaus Mayr-Melnhof   | Stéphane Ortelli      | Sébastien Loeb / Álvaro Parente       | Sébastien Loeb Racing      |
| 4      | C2     | 2013 GT Slovakia/Slovakiaring | Sébastien Loeb / Álvaro Parente     | Laurens Vanthoor      | Sergueï Afanassiev / Andreas Simonsen | HTP Gravity Charouz        |
| 5      | C1     | 2013 GT Spain/Navarra         | Marc Basseng / Štefan Rosina        | Sébastien Loeb        | Sébastien Loeb / Álvaro Parente       | Sébastien Loeb Racing      |
| 5      | C2     | 2013 GT Spain/Navarra         | Sébastien Loeb / Álvaro Parente     | Michele Rugolo        | Sébastien Loeb / Álvaro Parente       | Sébastien Loeb Racing      |
| 6      | C1     | Baku World Challenge          | René Rast / Nikolaus Mayr-Melnhof   | Nikolaus Mayr-Melnhof | René Rast / Nikolaus Mayr-Melnhof     | Belgian Audi Club Team WRT |
| 6      | C2     | Baku World Challenge          | René Rast / Nikolaus Mayr-Melnhof   | René Rast             | Stéphane Ortelli / Laurens Vanthoor   | Belgian Audi Club Team WRT |

## Classement saison 2013
Attribution des points
Des points sont attribués lors de la course qualificative pour les six premières places. Également, un point est donné à l'auteur de la pole position. Des points sont aussi attribués lors de la course, pour les dix premiers. Pour obtenir ces points, il faut que la voiture ait complété 75 % de la distance parcourue par la voiture gagnante. Enfin, il faut que chacun des deux pilotes d'un équipage participe durant au minimum 25 minutes.
Attribution des points pour la course qualificative
| Position | 1er | 2e | 3e | 4e | 5e | 6e | Pole |
| Points   | 8   | 6  | 4  | 3  | 2  | 1  | 1    |

Attribution des points pour la course
| Position | 1er | 2e | 3e | 4e | 5e | 6e | 7e | 8e | 9e | 10e |
| Points   | 25  | 18 | 15 | 12 | 10 | 8  | 6  | 4  | 2  | 1   |

### Championnat pilote

#### Pro Cup
| Pos.                                   | Pilote                                 | Équipe                        | NOG | NOG | ZOL | ZOL | ZAN | ZAN | SVK | SVK | NAV | NAV | BAK | BAK | Total |
| Pos.                                   | Pilote                                 | Équipe                        | CQ  | C   | CQ  | C   | CQ  | C   | CQ  | C   | CQ  | C   | CQ  | C   | Total |
| -------------------------------------- | -------------------------------------- | ----------------------------- | --- | --- | --- | --- | --- | --- | --- | --- | --- | --- | --- | --- | ----- |
| 1                                      | Stéphane Ortelli Laurens Vanthoor      | Belgian Audi Club Team WRT    | 16  | 2   | 1   | 2   | 1   | 2   | 2   | 3   | 7   | 15  | 2   | 1   | 132   |
| 2                                      | Frank Stippler Edward Sandström        | Belgian Audi Club Team WRT    | Ret | 1   | 5   | 3   | 4   | 3   | 9   | 4   | 2   | 3   | 7   | 11  | 110   |
| 3                                      | Nikolaus Mayr-Melnhof                  | Belgian Audi Club Team WRT    | 2   | 6   | 3   | 5   | 3   | Ret | 5   | 2   | 18  | 5   | 1   | 15  | 92    |
| 4                                      | Sébastien Loeb Álvaro Parente          | Sébastien Loeb Racing         | 1   | 12  | 17  | 13  | Ret | 14  | 1   | Ret | 1   | 1   | 14  | 2   | 82    |
| 5                                      | Alon Day                               | HTP Gravity Charouz           | 3   | 3   | 7   | Ret | 2   | 1   | 10  | Ret | Ret | 7   | 12  | 4   | 80    |
| 6                                      | René Rast                              | Belgian Audi Club Team WRT    | 2   | 6   | 3   | 5   | 3   | Ret | 5   | 2   |     |     | 1   | 15  | 80    |
| 7                                      | Maximilian Buhk                        | HTP Gravity Charouz           | 3   | 3   | 7   | Ret | 2   | 1   | 10  | Ret |     |     | 12  | 4   | 70    |
| 8                                      | Mike Parisy Andreas Zuber              | Sébastien Loeb Racing         | 10  | 11  | 4   | 4   | 6   | 15  | 4   | 7   | 5   | 2   | Ret | Ret | 61    |
| 9                                      | Štefan Rosina                          | Lamborghini Blancpain Reiter  |     |     | 2   | 1   |     |     | 3   | Ret | 15  | 17  |     |     | 51    |
| 9                                      | Štefan Rosina                          | GRT Grasser Racing Team       |     |     |     |     |     |     |     |     |     |     | 21  | 6   | 51    |
| 10                                     | Cacá Bueno Allam Khodair               | BMW Sports Trophy Team Brasil | 7   | 9   | 11  | 8   | 5   | 7   | 7   | DNS | 10  | 12  | 8   | Ret | 40    |
| 11                                     | Sérgio Jimenez                         | BMW Sports Trophy Team Brasil | 8   | 13  | 19  | 11  | 16  | 6   | 8   | 5   | 17  | 8   | 16  | Ret | 37    |
| 12                                     | Peter Kox                              | Lamborghini Blancpain Reiter  |     |     | 2   | 1   |     |     | 3   | Ret |     |     |     |     | 36    |
| 13                                     | Karun Chandhok                         | Seyffarth Motorsport          | 6   | 10  | 10  | DNS | 8   | 4   | Ret | 10  | 12  | Ret |     |     | 32    |
| 14                                     | Jan Seyffarth                          | Seyffarth Motorsport          | 6   | 10  | 10  | DNS | 8   | 4   | Ret | 10  |     |     |     |     | 31    |
| 15                                     | Ricardo Zonta                          | BMW Sports Trophy Team Brasil | 8   | 13  | 19  | 11  | 16  | 6   | 8   | 5   |     |     | 16  | Ret | 29    |
| 16                                     | Anthony Kumpen                         | Phoenix Racing                | 4   | 4   | 8   | 6   | 12  | Ret |     |     |     |     |     |     | 24    |
| 16                                     | Enzo Ide                               | Phoenix Racing                | 4   | 4   | 8   | 6   | 12  | Ret |     |     |     |     | 9   | 12  | 24    |
| 17                                     | Oliver Jarvis                          | Belgian Audi Club Team WRT    |     |     |     |     |     |     |     |     | 18  | 5   |     |     | 12    |
| 18                                     | Stef Dusseldorp                        | HTP Gravity Charouz           |     |     |     |     |     |     |     |     | Ret | 7   |     |     | 10    |
| 18                                     | Stef Dusseldorp                        | Boutsen Ginion Racing         |     |     |     |     |     |     |     |     |     |     | 41  | 81  | 10    |
| 19                                     | Átila Abreu                            | BMW Sports Trophy Team Brasil |     |     |     |     |     |     |     |     | 17  | 8   |     |     | 8     |
| 20                                     | Marc Basseng                           | Lamborghini Blancpain Reiter  |     |     |     |     |     |     | 11  | 15  | 15  | 17  |     |     | 3     |
| 21                                     | Daniel Keilwitz Niclas Kentenich       | Dörr Motorsport               | Ret | 17  |     |     |     |     |     |     |     |     |     |     | 1     |
| 22                                     | Yelmer Buurman                         | Seyffarth Motorsport          |     |     |     |     |     |     |     |     | 12  | Ret |     |     | 1     |
| —                                      | Albert von Thurn und Taxis             | Lamborghini Blancpain Reiter  |     |     |     |     |     |     | 11  | 15  |     |     |     |     | 0     |
| Pilotes invités inéligibles aux points |                                        |                               |     |     |     |     |     |     |     |     |     |     |     |     |       |
| —                                      | Rob Bell Kévin Estre                   | Hexis Racing                  |     |     |     |     |     |     |     |     |     |     | 3   | 3   |       |
| —                                      | Alexander Sims                         | Boutsen Ginion Racing         |     |     |     |     |     |     |     |     |     |     | 4   | 8   |       |
| —                                      | Nick Catsburg Maxime Martin            | Marc VDS Racing Team          |     |     |     |     |     |     |     |     |     |     | 5   | Ret |       |
| —                                      | Markus Winkelhock                      | Phoenix Racing                |     |     |     |     |     |     |     |     |     |     | 9   | 12  |       |
| —                                      | Marco Holzer Nick Tandy                | Trackspeed                    |     |     |     |     |     |     |     |     |     |     | 10  | Ret |       |
| —                                      | Stoffel Vandoorne Frédéric Vervisch    | Boutsen Ginion Racing         |     |     |     |     |     |     |     |     |     |     | 11  | Ret |       |
| —                                      | Benji Hetherington Oliver Webb         | Fortec Motorsport             |     |     |     |     |     |     |     |     |     |     | 15  | Ret |       |
| —                                      | Filipe Albuquerque Grégoire Demoustier | Belgian Audi Club Team WRT    |     |     |     |     |     |     |     |     |     |     | 17  | Ret |       |
| —                                      | Filip Sladecka                         | GRT Grasser Racing Team       |     |     |     |     |     |     |     |     |     |     | 21  | 6   |       |
| —                                      | Martin Ragginger Danny Watts           | Trackspeed                    |     |     |     |     |     |     |     |     |     |     | Ret | DNS |       |
| —                                      | Andy Soucek Oliver Turvey              | MRS GT Racing                 |     |     |     |     |     |     |     |     |     |     | Ret | 9   |       |

| Couleur | Résultat                     |
| ------- | ---------------------------- |
| Or      | Vainqueur                    |
| Argent  | 2e place                     |
| Bronze  | 3e place                     |
| Vert    | Terminé, dans les points     |
| Bleu    | Terminé, pas dans les points |
| Violet  | Abandon (Ab.) ou (Ret)       |
| Violet  | Non classé (NC)              |
| Rouge   | Pas qualifié (DNQ)           |
| Noir    | Disqualifié (DSQ)            |
| Blanc   | Pas au départ (DNS)          |
| Blanc   | Forfait (WD)                 |
| Blanc   | N'a pas participé (DNP)      |
| Blanc   | Blessé (INJ)                 |
| Blanc   | Exclu (EX)                   |
| Blanc   | Course annulée (C)           |

#### Pro-Am Cup
| Pos.                                   | Pilote                            | Équipe                       | NOG | NOG | ZOL | ZOL | ZAN | ZAN | SVK | SVK | NAV | NAV | BAK | BAK | Total |
| Pos.                                   | Pilote                            | Équipe                       | CQ  | C   | CQ  | C   | CQ  | C   | CQ  | C   | CQ  | C   | CQ  | C   | Total |
| -------------------------------------- | --------------------------------- | ---------------------------- | --- | --- | --- | --- | --- | --- | --- | --- | --- | --- | --- | --- | ----- |
| 1                                      | Sergey Afanasyev Andreas Simonsen | HTP Gravity Charouz          | 12  | 16  | 6   | 7   | 7   | 12  | 6   | 1   | 4   | 4   | 6   | Ret | 136   |
| 2                                      | Hari Proczyk                      | Grasser Racing               | 11  | 8   | 12  | 10  | 10  | 5   | 14  | 6   | 3   | 10  | Ret | 5   | 133   |
| 3                                      | Dominik Baumann                   | Grasser Racing               | 11  | 8   | 12  | 10  | 10  | 5   | 14  | 6   |     |     | Ret | 5   | 113   |
| 4                                      | César Campaniço                   | Team Novadriver              | 5   | 5   | 13  | 9   | 11  | Ret | 17  | Ret | 6   | 9   | Ret | 7   | 97    |
| 5                                      | Wolfgang Reip                     | Nissan GT Academy Team RJN   | 13  | 14  | 15  | 14  | Ret | 11  | 12  | 8   | 11  | 6   |     |     | 76    |
| 6                                      | Matheus Stumpf                    | Rodrive Competições          | 9   | 15  | 14  | Ret | 14  | 10  | 15  | 12  | 9   | 16  | 13  | 14  | 73    |
| 7                                      | Alex Buncombe                     | Nissan GT Academy Team RJN   | 19  | 7   | 18  | Ret | 13  | 8   | 12  | 8   | 13  | 11  |     |     | 70    |
| 8                                      | Carlos Vieira                     | Team Novadriver              | 5   | 5   | 13  | 9   | 11  | Ret | 17  | Ret |     |     |     |     | 59    |
| 9                                      | Patrick Cunha                     | Rodrive Competições          |     |     |     |     | 14  | 10  | 15  | 12  | 9   | 16  | 13  | 14  | 55    |
| 10                                     | Lucas Ordóñez                     | Nissan GT Academy Team RJN   | 19  | 7   | 18  | Ret | 13  | 8   |     |     | 13  | 11  |     |     | 49    |
| 11                                     | Michael Ammermüller               | Team Novadriver              |     |     |     |     |     |     |     |     | 6   | 9   | Ret | 7   | 38    |
| 12                                     | Mark Shulzhitskiy                 | Nissan GT Academy Team RJN   | 13  | 14  | 15  | 14  | Ret | 11  |     |     |     |     |     |     | 35    |
| 13                                     | Fabio Onidi Filip Salaquarda      | AF Corse                     | DNS | DNS | 9   | 12  | Ret | Ret | 13  | 9   |     |     |     |     | 34    |
| 14                                     | Armaan Ebrahim                    | BMW Sports Trophy Team India | 14  | 18  | DNS | DNS | 9   | 9   | Ret | DNS | Ret | DNS |     |     | 28    |
| 15                                     | Melroy Heemskerk                  | BMW Sports Trophy Team India |     |     |     |     | 9   | 9   |     |     |     |     |     |     | 21    |
| 16                                     | Steve Doherty                     | Nissan GT Academy Team RJN   |     |     |     |     |     |     |     |     | 11  | 6   |     |     | 20    |
| 16                                     | Gerhard Tweraser                  | GRT Grasser Racing Team      |     |     |     |     |     |     |     |     | 3   | 10  |     |     | 20    |
| 17                                     | Cláudio Ricci                     | Rodrive Competições          | 9   | 15  | 14  | Ret |     |     |     |     |     |     |     |     | 18    |
| 18                                     | Hubert Haupt Martin Matzke        | HTP Gravity Charouz          |     |     |     |     |     |     |     |     | 16  | 13  |     |     | 8     |
| 19                                     | Julien Jousse                     | BMW Sports Trophy Team India | 14  | 18  | DNS | DNS |     |     |     |     |     |     |     |     | 7     |
| 20                                     | Soheil Ayari Jean-Luc Beaubélique | SOFREV Auto Sport Promotion  | Ret | 19  |     |     |     |     |     |     |     |     |     |     | 4     |
| —                                      | Max Braams Duncan Huisman         | V8 Racing                    |     |     |     |     | Ret | Ret |     |     |     |     |     |     | 0     |
| —                                      | Filip Sladecka                    | BMW Sports Trophy Team India |     |     |     |     |     |     | Ret | DNS | Ret | DNS |     |     | 0     |
| Pilotes invités inéligibles aux points |                                   |                              |     |     |     |     |     |     |     |     |     |     |     |     |       |
| —                                      | Grégoire Demoustier Duncan Tappy  | Von Ryan Racing              |     |     |     |     |     |     |     |     | 14  | Ret |     |     |       |
| —                                      | Anthony Beltoise Henry Hassid     | TDS Racing                   |     |     |     |     |     |     |     |     |     |     | 20  | 10  |       |
| —                                      | Petr Charouz Jaroslav Janiš       | HTP Gravity Charouz          |     |     |     |     |     |     |     |     |     |     | Ret | Ret |       |

#### Trophée des gentlemans
| Pos.                                   | Pilote                         | Équipe                      | NOG | NOG | ZOL | ZOL | ZAN | ZAN | SVK | SVK | NAV | NAV | BAK | BAK | Total |
| Pos.                                   | Pilote                         | Équipe                      | CQ  | C   | CQ  | C   | CQ  | C   | CQ  | C   | CQ  | C   | CQ  | C   | Total |
| -------------------------------------- | ------------------------------ | --------------------------- | --- | --- | --- | --- | --- | --- | --- | --- | --- | --- | --- | --- | ----- |
| 1                                      | Petr Charouz Jan Stoviček      | HTP Gravity Charouz         | 18  | 21  | 16  | 15  | 15  | 13  | 18  | 14  |     |     |     |     | 110   |
| 2                                      | Claudio Sdanewitsch            | AF Corse                    |     |     |     |     |     |     | 16  | 11  | 8   | 14  | 18  | 13  | 102   |
| 3                                      | Michele Rugolo                 | AF Corse                    |     |     |     |     |     |     | 16  | 11  | 8   | 14  |     |     | 68    |
| 4                                      | Fabien Barthez Gérard Tonelli  | SOFREV Auto Sport Promotion | 15  | 20  |     |     |     |     |     |     |     |     |     |     | 34    |
| 5                                      | Raijan Mascarello Felipe Tozzo | Rodrive Competições         | 17  | 22  | DNS | Ret |     |     |     |     |     |     |     |     | 21    |
| 6                                      | Duda Rosa Paolo Bonifacio      | Seyffarth Motorsport        |     |     | Ret | 16  |     |     |     |     |     |     |     |     | 19    |
| 7                                      | Hubert Haupt Yenci Michael     | Seyffarth Motorsport        |     |     |     |     |     |     | Ret | 13  |     |     |     |     | 18    |
| —                                      | Paul Green Arne Hoffmeister    | Dörr Motorsport             | WD  | WD  |     |     |     |     |     |     |     |     |     |     | 0     |
| Pilotes invités inéligibles aux points |                                |                             |     |     |     |     |     |     |     |     |     |     |     |     |       |
| —                                      | Federico Leo                   | AF Corse                    |     |     |     |     |     |     |     |     |     |     | 18  | 13  |       |
| —                                      | Mark Thomas Ilya Melnikov      | MRS GT Racing               |     |     |     |     |     |     |     |     |     |     | 19  | 16  |       |

### Championnat des Équipes

#### Pro Cup
| Pos. | Équipe                        | Constructeur  | NOG | NOG | ZOL | ZOL | ZAN | ZAN | SVK | SVK | NAV | NAV | BAK | BAK | Total |
| Pos. | Équipe                        | Constructeur  | CQ  | C   | CQ  | C   | CQ  | C   | CQ  | C   | CQ  | C   | CQ  | C   | Total |
| ---- | ----------------------------- | ------------- | --- | --- | --- | --- | --- | --- | --- | --- | --- | --- | --- | --- | ----- |
| 1    | Belgian Audi Club Team WRT    | Audi          | 16  | 1   | 1   | 2   | 1   | 2   | 2   | 2   | 2   | 3   | 1   | 1   | 179   |
| 2    | Sébastien Loeb Racing         | McLaren       | 1   | 11  | 4   | 4   | 6   | 14  | 1   | 7   | 1   | 1   | 14  | 2   | 137   |
| 3    | BMW Sports Trophy Team Brasil | BMW           | 7   | 9   | 11  | 8   | 5   | 6   | 7   | 5   | 10  | 8   | 8   | Ret | 100   |
| 4    | HTP Gravity Charouz           | Mercedes-Benz | 3   | 3   | 7   | Ret | 2   | 1   | 10  | Ret | Ret | 7   | 12  | 4   | 96    |

| Couleur | Résultat                     |
| ------- | ---------------------------- |
| Or      | Vainqueur                    |
| Argent  | 2e place                     |
| Bronze  | 3e place                     |
| Vert    | Terminé, dans les points     |
| Bleu    | Terminé, pas dans les points |
| Violet  | Abandon (Ab.) ou (Ret)       |
| Violet  | Non classé (NC)              |
| Rouge   | Pas qualifié (DNQ)           |
| Noir    | Disqualifié (DSQ)            |
| Blanc   | Pas au départ (DNS)          |
| Blanc   | Forfait (WD)                 |
| Blanc   | N'a pas participé (DNP)      |
| Blanc   | Blessé (INJ)                 |
| Blanc   | Exclu (EX)                   |
| Blanc   | Course annulée (C)           |

#### Pro-Am Cup
| Pos. | Équipe                     | Constructeur  | NOG | NOG | ZOL | ZOL | ZAN | ZAN | SVK | SVK | NAV | NAV | BAK | BAK | Total |
| Pos. | Équipe                     | Constructeur  | CQ  | C   | CQ  | C   | CQ  | C   | CQ  | C   | CQ  | C   | CQ  | C   | Total |
| ---- | -------------------------- | ------------- | --- | --- | --- | --- | --- | --- | --- | --- | --- | --- | --- | --- | ----- |
| 1    | HTP Gravity Charouz        | Mercedes-Benz | 12  | 16  | 6   | 7   | 7   | 12  | 6   | 1   | 4   | 4   | 6   | Ret | 155   |
| 2    | Nissan GT Academy Team RJN | Nissan        | 13  | 7   | 15  | 14  | 13  | 8   | 12  | 8   | 11  | 6   |     |     | 130   |
| 3    | Rodrive Competições        | Ford          | 9   | 15  | 14  | Ret | 14  | 10  | 15  | 12  | 9   | 16  | 13  | 14  | 125   |

#### Trophée des gentlemans
| Pos. | Équipe              | Constructeur  | NOG | NOG | ZOL | ZOL | ZAN | ZAN | SVK | SVK | NAV | NAV | BAK | BAK | Total |
| Pos. | Équipe              | Constructeur  | CQ  | C   | CQ  | C   | CQ  | C   | CQ  | C   | CQ  | C   | CQ  | C   | Total |
| ---- | ------------------- | ------------- | --- | --- | --- | --- | --- | --- | --- | --- | --- | --- | --- | --- | ----- |
| 1    | HTP Gravity Charouz | Mercedes-Benz | 18  | 21  | 16  | 15  | 15  | 13  | 18  | 14  |     |     |     |     | 132   |
| 2    | Rodrive Competiçoes | Ford          | 17  | 22  | DNS | Ret |     |     |     |     |     |     |     |     | 28    |